# Anna Giribet
Anna Giribet i Argilès (Vilanova de Bellpuig, 1981) és una gestora cultural catalana, directora artística de FiraTàrrega des de 2019.

## Trajectòria
Va entrar en contacte amb el món del teatre i les arts escèniques de la mà de Joan Cornudella, el seu professor de literatura a l'institut de Bellpuig. Li va interessar tant el tema que es va apuntar al grup de teatre de l'institut, liderat pel mateix Cornudella. Més endavant, va estudiar economia a la Universitat de Barcelona, i es va especialitzar en econometria. Va completar la seva formació 2 anys a la Dublin Bussiness School, a Irlanda, i amb un postgrau en Direcció i gestió cultural a la Pompeu Fabra. Paral·lelament, va formar part d'un grup de teatre amateur, on el professor era en Jordi Duran. Va començar, però la seva trajectòria professional a l'Agència Catalana de Residus.
Quan el 2011 en Jordi Duran va asumir el càrrec de Director Artístic de Fira Tàrrega, Giribet va esdevenir la seva mà dreta. Des de 2019 és ella la directora artística de la Fira.
També va coordinar el Màster de Creació en Arts del Carrer de la Universitat de Lleida entre el 2013 i el 2015.